# Liste der Biografien/Yap
Liste der Biografien |
Portal Biografien |
Personensuche
# |
A |
B |
C |
D |
E |
F |
G |
H |
I |
J |
K |
L |
M |
N |
O |
P |
Q |
R |
S |
T |
U |
V |
W |
X |
Y |
Z |
?
 
Ya |
Yb |
Yc |
Yd |
Ye |
Yf |
Yg |
Yh |
Yi |
Yk |
Yl |
Ym |
Yn |
Yo |
Yp |
Yr |
Ys |
Yt |
Yu |
Yv |
Yw |
Yx |
Yz
 
Yaa |
Yab |
Yac |
Yad |
Yae |
Yaf |
Yag |
Yah |
Yai |
Yaj |
Yak |
Yal |
Yam |
Yan |
Yao |
Yap |
Yaq |
Yar |
Yas |
Yat |
Yau |
Yav |
Yaw |
Yax |
Yay |
Yaz
Die Liste der Biografien führt alle Personen auf, die in der deutschsprachigen Wikipedia einen Artikel haben. Dieses ist eine Teilliste mit 27 Einträgen von Personen, deren Namen mit den Buchstaben „Yap“ beginnt.

## Yap
- Yap, Arthur (* 1965), philippinischer Politiker und Rechtsanwalt
- Yap, Egbert Collin, singapurischer Diplomat des Souveränen Malteserordens
- Yap, Jose (1929–2010), philippinischer Politiker und Rechtsanwalt
- Yap, Justino, osttimoresischer Unabhängigkeitsaktivist
- Yap, Kim Hock (* 1970), malaysischer Badmintonspieler
- Yap, Sean Yee (* 1995), malaysische Hochspringerin
- Yap, Susan, philippinische Politikerin
- Yap, Timothee Jin Wei (* 1994), singapurischer Sprinter
- Yap, Yee Guan (* 1970), malaysischer Badmintonspieler
- Yap, Yee Hup (* 1970), malaysischer Badmintonspieler

### Yapa
- Yapaupa, Cyr-Nestor (* 1970), zentralafrikanischer Geistlicher, römisch-katholischer Bischof von Alindao

### Yapi
- Yapi Yapo, Gilles (* 1982), ivorischer FußballspielerGilles Yapi Yapo (* 1982)

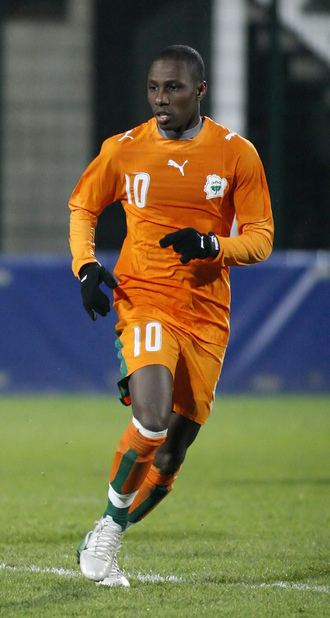
Gilles Yapi Yapo (* 1982)

- Yapi, Cyril (* 1980), französischer Fußballspieler
- Yapi, Laurent (1937–1980), ivorischer römisch-katholischer Geistlicher und Bischof von Abengourou
- Yapıcılar, Serkan (* 1986), türkischer Eishockeyspieler
- Yapıcıoğlu, Yavuz (* 1967), türkischer Serienmörder und Brandstifter
- Yapıcıoğlu, Zekeriya (* 1966), türkischer Politiker kurdischer Herkunft

### Yapl
- Yaple, George L. (1851–1939), amerikanischer Politiker

### Yapo
- Yapo Aké, Joseph (* 1951), ivorischer Geistlicher, römisch-katholischer Erzbischof von Gagnoa
- Yapo Atsé, Benjamin (* 1951), ivorischer Politiker (FPI)
- Yapo, Mennan (* 1966), deutsch-türkischer Filmregisseur und Filmproduzent
- Yapo, Yanon, ivorischer Politiker

### Yapp
- Yapp, Aloysius (* 1996), singapurischer Poolbillardspieler
- Yapp, John (* 1983), walisischer Rugby-Union-Spieler

### Yapr
- Yaprajan, Yothin (* 1992), thailändischer Mittelstreckenläufer
- Yaprakcı, Gürsel (1991–2011), türkischer Fußballspieler

### Yaps
- Yapsutco Fortich, Antonio (1913–2003), philippinischer Priester, Bischof von Bacolod